# Премія НАН України імені О. І. Лейпунського
Премія НАН України імені Олександра Ілліча Лейпунського — премія, встановлена НАН України за видатні наукові роботи в галузі ядерної енергетики.
Премію засновано 2007 року та названо на честь видатного українського фізика, спеціаліста з атомної та ядерної фізики, ядерної техніки, академіка АН УРСР Олександра Ілліча Лейпунського.
Премія імені О. І. Лейпунського присуджується Відділенням ядерної фізики та енергетики НАН України з циклічністю 3 роки.
Перша премія імені О. І. Лейпунського була присуджена за підсумками конкурсу 2007 р. 6 лютого 2008 року.

## Лауреати премії
| Рік  | Премійовані роботи | Лауреати                       | Коротко про лауреата |
| ---- | --- | ------------------------------ | --- |
| 2007 | цикл робіт «Імітаційні експерименти з проблем рідкосольових ядерних реакторів»                                                                           | Ажажа Володимир Михайлович     | академік НАН України, директор Інституту фізики твердого тіла, матеріалознавства та технологій Національного наукового центру «Харківський фізико-технічний інститут» НАН України     |
| 2007 | цикл робіт «Імітаційні експерименти з проблем рідкосольових ядерних реакторів»                                                                           | Бакай Олександр Степанович     | член-кореспондент НАН України, начальник відділу Інституту теоретичної фізики імені О. І. Ахієзера Національного наукового центру «Харківський фізико-технічний інститут» НАН України |
| 2007 | цикл робіт «Імітаційні експерименти з проблем рідкосольових ядерних реакторів»                                                                           | Довбня Анатолій Миколайович    | член-кореспондент НАН України, директор Інституту фізики високих енергій і ядерної фізики Національного наукового центру «Харківський фізико-технічний інститут» НАН України          |
| 2010 | за цикл робіт «Нейтронна спектроскопія конденсованих середовищ»                                                                                          | Булавін Леонід Анатолійович    | академік НАН України, завідувач кафедри Київського національного університету імені Тараса Шевченка                                                                                   |
| 2010 | за цикл робіт «Нейтронна спектроскопія конденсованих середовищ»                                                                                          | Слісенко Василь Іванович       | член-кореспондент НАН України, завідувач відділу Інституту ядерних досліджень НАН України                                                                                             |
| 2010 | за цикл робіт «Нейтронна спектроскопія конденсованих середовищ»                                                                                          | Клепко Валерій Володимирович   | доктор фізико-математичних наук, заступник директора Інституту хімії високомолекулярних сполук НАН України                                                                            |
| 2013 | за серію робіт «Експлуатаційні ушкодження та фізичні механізми деградації конструкційних матеріалів другого контуру енергоблоків з реакторами ВВЕР-1000» | Ожигов Леонід Семенович        | кандидат фізико-математичних наук, начальник лабораторії Національного наукового центру «Харківський фізико-технічний інститут» НАН України                                           |
| 2013 | за серію робіт «Експлуатаційні ушкодження та фізичні механізми деградації конструкційних матеріалів другого контуру енергоблоків з реакторами ВВЕР-1000» | Митрофанов Анатолій Сергійович | кандидат фізико-математичних наук, старший науковий співробітник Національного наукового центру «Харківський фізико-технічний інститут» НАН України                                   |
| 2013 | за серію робіт «Експлуатаційні ушкодження та фізичні механізми деградації конструкційних матеріалів другого контуру енергоблоків з реакторами ВВЕР-1000» | Крайнюк Євген Олександрович    | молодший науковий співробітник Національного наукового центру «Харківський фізико-технічний інститут» НАН України                                                                     |
| 2016 | за цикл праць «Методологічні засади акустико-емісійного діагностування обладнання атомних станцій»                                                       | Неклюдов Іван Матвійович       | академік НАН України, головний науковий співробітник Національного наукового центру «Харківський фізико-технічний інститут»                                                           |
| 2016 | за цикл праць «Методологічні засади акустико-емісійного діагностування обладнання атомних станцій»                                                       | Назарчук Зиновій Теодорович    | академік НАН України, директор Фізико-механічного інституту ім. Г. В. Карпенка НАН України                                                                                            |
| 2016 | за цикл праць «Методологічні засади акустико-емісійного діагностування обладнання атомних станцій»                                                       | Скальський Валентин Романович  | член-кореспондент НАН України, заступник директора Фізико-механічного інститутуім. Г. В. Карпенка НАН України                                                                         |
| 2019 | за цикл робіт «Матеріалознавчий та дозиметричний супровід безпечної експлуатації корпусів реакторів ВВЕР енергоблоків АЕС України»                       | Буканов Володимир Миколайович  | кандидат фізико-математичних наук, завідувач відділу Інституту ядерних досліджень НАН України                                                                                         |
| 2019 | за цикл робіт «Матеріалознавчий та дозиметричний супровід безпечної експлуатації корпусів реакторів ВВЕР енергоблоків АЕС України»                       | Ревка Володимир Миколайович    | кандидат фізико-математичних наук, завідувач відділу Інституту ядерних досліджень НАН України                                                                                         |
| 2019 | за цикл робіт «Матеріалознавчий та дозиметричний супровід безпечної експлуатації корпусів реакторів ВВЕР енергоблоків АЕС України»                       | Чирко Людмила Іванівна         | кандидат фізико-математичних наук, провідний науковий співробітник Інституту ядерних досліджень НАН України                                                                           |